# Église Sainte-Radegonde de Cartigny
L'église Sainte-Radegonde de Cartigny est une église catholique située sur le territoire de la commune de Cartigny, dans l'est du département de la Somme, non loin de Péronne.

## Historique
Une église fut construite à Cartigny au XIIe siècle et fut fortifiée au XVe siècle. Elle fut totalement détruite au cours de la Première Guerre mondiale et fut reconstruite durant l'entre-deux-guerres.

## Caractéristiques

### Extérieur
L'édifice est construit selon un plan basilical traditionnel avec nef avec bas-côtés, transept et chœur. La puissante tour- clocher quadrangulaire construit à l'extrémité de la nef est flanquée à chaque angle d'un contrefort. Une tourelle abrite l'escalier qui donne accès aux étages supérieurs. Un toit en flèche recouvert d'ardoise coiffe la tour.

### Intérieur
L'église conserve des fonts baptismaux du XIIe siècle, en pierre, classés monument historique, le 25 mai 1907, au titre objet. Deux statues anciennes de saintes et un relief difficilement identifiable ainsi que des reliques de sainte Radegonde sont visibles dans le sanctuaire.
La décoration intérieure est l'œuvre de Gérard Ansart qui conçut le mobilier liturgique : maître-autel avec son décor de mosaïque, les grilles du choeur, les autels latéraux, le confessionnal, les sièges des officiants, le chemin de croix, en mosaïque,  un lustre, un bénitier, une statue de sainte Radegonde.
Les vitraux conçus également par Gérard Ansart ont été réalisés par l'atelier Georges Tambouret en 1926-1927.